# Ångermanlands nyheter
Ångermanlands nyheter var en  sexdagars tidning i tre editioner  Härnösandsposten, Kramforsposten och Sollefteåbladet som gavs ut från den 15 september 1951 till den 31 december 1953. Tidningen grundades genom en sammanslagning av Örnsköldsviksposten och Härnösandsposten 1951.

## Redaktion
Redaktionsort  var Härnösand för Härnösandsposten till 1952-02-15. Redaktionsort för Kramforsposten var hela tiden Kramfors. Redaktionsort för Sollefteåbladet var hela tiden i Sollefteå. Sollefteåbladet var 1943 till 1951 en edition till Härnösandsposten. Politiska tendens för tidningen var moderat.  Utgivningsdagar var sex dagar i veckan, måndag till lördag. Ansvarig utgivare och redaktör för alla tre editionerna var  Evert Anders Valter Skarin hela utgivningstiden och han var också ansvarig utgivare för tidningens föregångaren Härnösandsposten 1842-1951 från 1949. 

## Tryckning
Förlaget hette från starten av utgivningstiden  till 15 februari 1952 Tryckeriaktiebolaget Härnösandsposten  i Härnösand , sedan till 31 december 1953 Aktiebolaget Ångermanlands nyheter  i Härnösand . Tryckeriet hette till 10 maj 1952  Tryckeriaktiebolaget Härnösandsposten i  Härnösand och från13 maj 1952 Aktiebolaget Ångermanlands nyheter Härnösand Tidningen trycktes i svart + 1 färg, med antikva på en satsyta 48x35 cm stor. 1951 hade tidningen upp till 16 sidor och 1953 8-12 sidor. Sollefteåbladet hade hela tiden 10-12 sidor. Priset var för helårsprenumeration åren 1952 och 1953 34 kr. Tidningens upplaga med titeln Härnösandsposten var 1952 2400 exemplar och året efter 2200 exemplar. Kramforsposten hade en upplaga på 500 exemplar. Upplagan var  3743 Härnösandsposten och Sollefteåbladet under 1951 före bildandet av Ångermanlands Nyheter.